# Vanessa Trump
Vanessa Kay Trump (née Pergolizzi, puis Haydon; née le 18 décembre 1977) est une mannequin et actrice américaine.

## Jeunesse
Vanessa Kay Pergolizzi a grandi dans une maison de ville dans l'Upper East Side à Manhattan et a fréquenté The Dwight School, une école privée. Charles Haydon, son beau-père – parfois présenté dans certains articles comme son père –,, était avocat. Sa mère, Bonnie Kay Haydon, dirigeait une agence de mannequins, Kay Models, et était d'origine danoise et suédoise,. Son grand-père maternel était le musicien de jazz danois Kai Ewans,.

## Carrière
Dans les années 1990, à l'adolescence et dans la vingtaine, Vanessa a été mannequin, et a été signée par Wilhelmina Models.
En tant qu'actrice, Vanessa est apparue dans une scène du film Tout peut arriver (2003).
À l'automne 2003, Vanessa et sa sœur Veronika ont ouvert une boîte de nuit appelée « Sessa ».
En 2011, Vanessa est apparue dans un épisode de The Apprentice (présentée par son beau-père Donald Trump) ainsi que dans un épisode de Bret Michaels: Life as I Know It (2010).[source insuffisante]
Entre 2010 et 2013, Vanessa a lancé sa propre ligne de sacs à main intitulée « La Poshett ».

## Vie privée
Pendant son adolescence, Vanessa a fréquenté Valentin Rivera, un gangster local.
En 1998, Vanessa a été liée à l'acteur américain Leonardo DiCaprio,.
De 1998 à 2001, Vanessa a fréquenté le prince saoudien Khalid bin Bandar bin Sultan Al Saud. Leur relation s'est terminée après les attentats du 11 septembre 2001, lorsque Khalid bin Bandar a quitté les États-Unis après que son père, l'ambassadeur saoudien Bandar ben Sultan ben Abdelaziz Al Saoud, ait été soupçonné de liens indirects avec les pirates de l'air impliqués dans ces attaques.
Le 12 novembre 2005, Vanessa a épousé Donald Trump Jr. La cérémonie a eu lieu au club Mar-a-Lago en Floride et a été célébrée par la tante de Trump Jr., la juge Maryanne Trump Barry. Trump Jr. lui a fait sa demande avec une bague de 100 000 USD (
soit 131 000 $ en 2025), offerte par un bijoutier en échange d'une proposition publique devant les paparazzis, devant la boutique du bijoutier au centre commercial Short Hills dans le New Jersey.
Vanessa et Donald Jr. ont eu cinq enfants ensemble,,.
Le 15 mars 2018, il a été rapporté que Vanessa avait demandé le divorce à l'amiable à New York. Cependant, il a été révélé par la suite que le divorce était contesté. En juillet 2018, ils ont réglé une question de garde des enfants, et le divorce a été finalisé à la fin de l'année 2018.
Trump a entamé une relation avec le golfeur Tiger Woods en novembre 2024. Cette relation est devenue publique en mars 2025.